# باراليتيتان
باراليتيتان (باللاتينية: Paralititan) هو ديناصور المد والجزر (يسمى أيضا: عملاق الموج) ينتمي الي الصوربوديات ويعد ثاني أضخم ديناصور يتم اكتشافه في العالم كله إذ يصل وزنه لأكثر من 80 طنا وطوله يتجاوز 30 مترا، عاش في العصر الطباشيري منذ حوالي 93 مليون سنة. وتم اكتشافة في مصر بواسطة بعثة أمريكية ومصرية من هيئة المساحة الجيولوجية في أبريل 2001. استخراج 25% منه ولايزال الباقي مطمورا تحت الرمال. وأخذ ربع هيكل الديناصور إلي الولايات المتحدة لإجراء عمليات الترميم  وبعد عودة باقي الهيكل من أمريكا ظل في قرية البضائع 11 شهراً. وهو معروض الآن في المتحف الجيولوجي المصري في القاهرة.
و يتميز بالرقبة الطويلة والذيل الطويل أيضا ويعيش علي أكل الأعشاب في الصحراء التي توجد بها مياه ونباتات، ويعتقد أن الواحات البحرية في هذا الوقت من حقبة ترجع إلي ملايين السنين كانت تمتاز بالخضرة والمياه، بل ويشير العلماء إلي أن الواحات منذ ملايين السنين كانت من المناطق المطيرة جدا وبها بحيرات ومياه ضخمة متصلة بالمحيط وبمرور ملايين السنين تحولت الواحات البحرية إلي رقعة خضراء وسط بحر من الرمال وتحيط بها الجبال ولذلك أطلقوا عليها الجنة لما بها من خضرة وماء وعرفت باسم جنة الديناصورات. تزخر المنطقة بأربعة أنواع أخرى، منها ما هو آكل للعشب مثل إيجيبتوصور وهو ضخم الجسم وطويل الرقبة والذيل وذو رأس صغير، كما توجد حفريات لديناصورات آكلة اللحوم مثل بحرية صور وكركرودونتوصور وسبينوصور ودلتادروميوس والكثير من حفريات الأحياء البحرية كالثعابين المائية والتماسيح والسلاحف البحرية والسحالي. اعلنت منطقة حفريات الديناصورات في الدست والمغرفة محمية طبيعية في أكتوبر 2010. وفي انتظار الترشيح لمواقع التراث العالمي المسجلة في اليونسكو.

## قصة اكتشافه
قصة هذا الكشف المثير بدأت من مدينة فيلادلفيا عاصمة ولاية بنسلفانيا التي يقيم فيها الجيولوجي الأمريكي جوشوا سميث وهو باحث يدرس الدكتوراه بجامعة بنسلفانيا وقد جاء إلي مصر كي يقوم بعمل الدراسة الحقلية والأبحاث التي تسبق كتابة رسالة الدكتوراه، وقد سبق لأستاذه جيجنجاك العمل في مصر وقد بدأ سميث العمل بحثا عن الديناصورات في عام 2000 وكانت لديه أسباب عديدة جعلته يأتي للواحات البحرية. وقد عرف الباحث الأمريكي أن هناك باحثا جيولوجيا ألمانيا هو أرنست سترومر قد عمل بالواحات البحرية من قبل أثناء الحرب العالمية الثانية، وكانت دراسات هذا الرجل وأبحاثه الخيط الأول الذي عثر عليه الباحث الأمريكي.
بدأ سميث البحث عن هذا الكنز المفقود الذي بدأ الكشف عنه سترومر بالواحات البحرية أو البحث عن الديناصورات الضائعة في وقت لم يكن لديه أي دليل يفيده في البحث العلمي خاصة لأن العالم الألماني لم يترك خرائط ترشده إلي المكان الذي سوف يجد فيه هذا الكنز الخطير، ولذلك فقد جاء إلي الواحات البحرية ببعثة مكونة من عدد من الباحثين وفريق تصوير مصاحب لهم يقوم بتسجيل كل تحركاتهم وأعمال الحفائر.
وكان يرافقهم الجيولوجي المصري يسري عطية واستمروا يجوبون الصحراء بالعربات الجيب بحثا عن العظام وسط الرمال من خلال بحث عشوائي تام.
وجاءت ضربة الحظ لهم بعد أن أزالوا كميات ضخمة من الرمال وكان رئيس البعثة معه خريطة واحدة قديمة لبعض المواقع التي يحتمل وجود آثار للديناصور فيها، لذلك فقد كان يجوب الصحراء بعربة خاصة مجهزة تسير في الرمال كأنها تسير علي الأسفلت، ووقف الشاب الأمريكي أمام قطعة صغيرة من عظام الديناصور مبهورا لأنه لم يكن يتوقع هذا الكشف ولم يستطع استكمال العمل وجاءت البعثة في عام 2001 ووصلت في شهر يناير 2001 وظل أفرادها يزيلون كميات ضخمة من الرمال وبعد ثلاثة أسابيع من العمل عثروا علي الكشف الخطير للديناصورات لكن المصادفة قادتهم إلي نفس الموقع الذي عمل فيه من قبل الجيولوجي الألماني أرنست سترومر خاصة لأنهم وجدوا قصاصات من الصحف الألمانية وعلب أكل والعديد من الأشياء الأخرى التي تؤكد أن هذا الموقع هو ذاته الذي عمل فيه العالم الألماني من قبل وقد عثروا علي جزء ضخم من فخذ الديناصور ويعتبر ثاني أضخم ديناصور عاش من قبل وأطلقوا علي هذا الديناصور اسم Paralititan stromeri وذلك تكريما للباحث الألماني الذي بدأ الكشف الأول عام 1935، وطول هذا الجزء الذي عثر عليه من الديناصور يصل إلي1،96.
لقد استطاعوا بعد دراسة تفاصيل العظام أن يجدوا أن ارتفاع هذا الديناصور يترواح من25:30 مترا ويصل وزنه إلي حوالي70 طنا وقد عاش هذا الديناصور في عصر يسميه علماء الجيولوجيا والقشرة الأرضية بالعصر الطباشيري هذا النوع المكتشف يتقارب في الشكل مع النوع الآخر من الديناصورات المعروف باسم ارجنتينوسورس ويعتقد بعض العلماء في أمريكا أن هذا النوع من الديناصورات قد يكون أضخم ماعثر عليه إلي الآن في العالم كله ويمكن أن يكون لفصيلة جديدة لنوع يعرف باسم تيتانصور.

## مناطق أخرى في مصر بها حفريات ديناصورات
الواحات الداخلة وتم اكتشاف ديناصورات من نوع ميجالوسورس وأنواع أخرى ترقد عظامها في قلب المنطقة ولم تكتشف وديناصورات هذا الموقع عاشت منذ75 مليون سنة، وهي منطقة واعدة بل تكنز في بطنها حفريات أكثر بكثير من حفريات الواحات البحرية، أما المنطقة الثالثة فهي تقع بالقصير بالصحراء الشرقية وديناصوراتها عاشت منذ70.[بحاجة لمصدر] كما عثر على عظام ديناصورات في صخور يرجع عمرها إلي 98 مليون سنة في منطقة أبرق والحصنين في جنوب الصحراء الشرقية.

## اخرين قاموا بابحاث عن الديناصورات في مصر
وجود الديناصورات في الواحات البحرية معروف منذ عام 1903 في أبحاث الإنجليزيين بول وبيدنل وجاء علي أثرهما الألماني أرنست سترومر 1915 وأعاد قياس نفس القطاعات في الدست والمغرفة وجميع هذه الأبحاث قام بتجميعها الجيولوجي الإنجليزي هيوم في مجلدات كتابه الصادر عن مطبوعات الحكومة المصرية باللغة الإنجليزية بعنوان جيولوجية مصر وهو غير الكتاب الضخم للدكتور رشدي سعيد.

## معرض الصور
|  |  |  |

|  |  |  |

|  |  |  |

|  |

## وصلات خارجية
- قائمة مواقع التراث العالمي في مصر المسجلة والمرشحه للتسجيل
- منطقة ديناصورات الواحات تحوّلت إلى مقبرة حيوانات نافقة.. «عايزين متحف»، جريدة المصري اليوم، شيماء عادل في 27 مايو 2009
- لصـــوص حفريات الفـــيوم، جريدة الأهرام في 3 مايو 2003
- الديناصورات المصرية في خطر!، جريدة الأهرام في 21 أكتوبر 2004